# سیارک ۳۶۰۳
سیارک ۳۶۰۳ (به انگلیسی: 3603 Gajdusek، نامگذاری:1981RM) سه هزار و ششصد و سومین سیارک کشف شده‌است که در ۵ سپتامبر ۱۹۸۱ کشف شد.
قدر مطلق سیارک برابر ۱۲٫۹۰ است.